# 歌人
歌人（かじん）とは、和歌または短歌を詠む人物のことをいう。歌詠み（うたよみ）ともいう。

## 解説
現代において歌人というのは日常的に和歌・短歌を作り、何らかの手段でそれを発表している人を指す場合が普通である。しかし、近代以前には歌人というのが歌を詠むことだけを生業としている人々だったわけではない。古代や中古以降において「歌詠み」と呼ばれる人々は、皇族や出家し僧侶の身分になった者は別として、朝廷より官位を得ている官人や朝廷や幕府などに仕える武家でありその妻や娘たちであった。柿本人麻呂は「宮廷歌人」であったなどといわれるが、俗称であり「宮廷歌人」なる官職は無かった。人麻呂もその詳細については不明ながら、朝廷より何らかの官位を得ていた官人であったと見られ、紀貫之についても同様に官位を得、普段はその職務に従う官人であった。つまりは当時はいかに和歌において高名をなそうとも、職業としての「歌人」というものはありえなかったのである。
古くはそれら歌人の中でも、特に和歌に優れた人物のことを歌聖（かせい）と呼んだ。それは単なる敬意や尊称をあらわすのみならず、歌道において神としてあがめられる歌人を指しており、具体的には『古今和歌集』の仮名序の記述から柿本人麻呂と山部赤人を指す。歌道において神とされるのは人麻呂や赤人のほかに住吉明神や衣通姫などいくつかあり、それらから三つを撰んで和歌三神（わかさんじん）と称することがあった。近代短歌では歌聖に斎藤茂吉を挙げることもある。
ただし『古今和歌集』仮名序の解釈では、「歌聖」は柿本人麻呂ただ一人とする説もある。その場合、山部赤人は「歌仙」とされる。根拠は人麻呂の記述「正三位柿本人麿なむ歌の聖なりける」に対し、赤人の記述「また山の辺赤人といふ人ありけり」と記述に切り替えがあることと、「なりける」と「ありけり」の解釈が「聖だった」と「人がいた」とすることによる。しかし、その後に「人麿は赤人が上に立たむことかたく　赤人は人麿が下に立たむことかたくなむありける」との記述から、歌人としては同列と見做し、赤人も歌聖であるとする説もある。
近代以降の歌人の多くは短歌結社に所属し、その結社の雑誌に作品を発表している。特に、その短歌、歌論、歌集書評に対して稿料・印税などが発生したり、歌に関する講演・批評・教育・啓蒙・選歌活動に対して報酬が発生したりすることが日常的になった場合、「専門歌人」という。ただし、多くの高名な「専門歌人」でも歌人としての活動だけで生活するのが困難であるため、「プロ歌人」という呼称は使われていない。「専門歌人」に対し、もっぱら新聞などの投稿欄に作品を寄せている歌人も多く、その場合は「投稿歌人」「新聞歌人」などという。また、インターネットのホームページやブログに作品を発表する「ネット歌人」も現れてきている。
歌人たちにおける社会を歌壇（かだん）ということがある。また公的な機関では皇族へ短歌を指南する宮内庁御用掛という役職が存在しており、宮中歌会始で宮内庁へ応募されてきた作品を選考する選者も存在する。

### 補記
六歌仙から百人一首に選ばれているのは5人、三十六歌仙からは15人である。